# Patrice Clerc
Pour les articles homonymes, voir Clerc.
Patrice Clerc (né le 12 mai 1949 à Neuilly-sur-Seine) est un dirigeant du sport français.

## Biographie
Diplômé de l'École supérieure de commerce d'Amiens, et passionné de sport, il rejoint la Fédération française de tennis en 1979 comme directeur du marketing du tournoi de Roland-Garros. Il en assure ensuite la direction, de 1984 à 2000. Parallèlement, il sera également directeur de l’Open de Paris-Bercy. 
En octobre 2000, il quitte la FFT pour prendre la présidence d'Amaury Sport Organisation (Tour de France, Rallye Dakar…) en remplacement de Jean-Claude Killy. Il est révoqué le 1er décembre 2008 pour des divergences d'opinions avec ses actionnaires principaux concernant la stratégie d'ASO.
Le 9 septembre 2009, il est nommé au conseil de surveillance du Paris Saint-Germain.
En 2007, il est fait chevalier de la Légion d'honneur et est nommé en 2009 pour le prix de la Personnalité du Sport Business de la décennie aux côtés de Jean-Michel Aulas, Serge Blanco, Alexandre Bompard, Christophe Bouchet, Lucien Boyer, Jean-Claude Darmon, Robert Louis-Dreyfus, Max Guazzini, Jean-Claude Killy, Arnaud Lagardère, Bernard Lapasset, Michel Platini, Didier Quillot et Frédéric Thiriez,.

## Distinctions
- Chevalier de l'ordre national du Mérite (décret du 10 novembre 1998)[6]
- Chevalier de la Légion d'honneur (décret du 6 avril 2007)[7]